# 廣芝伸哉
廣芝 伸哉（ひろしば のぶや）は、日本の物理化学・電子工学者。
大阪工業大学工学部電子情報システム工学科准教授。元早稲田大学先進理工学部講師。博士（工学）（筑波大学）。元日本学術振興会特別研究員。電気学会エコシステム材料技術調査専門委員会委員長。マイクロプロセス・ナノテクノロジー国際会議 (MNC)2020論文審査委員。応用物理学会有機分子・バイオエレクトロニクス分科会幹事。  
専門は、物質工学・物理化学/電気化学、電気電子材料工学・機能性デバイス・有機薄膜、ナノマイクロシステム・光物性。

## 略歴
2006年東北大学大学院理学研究科物理学専攻博士前期課程修了。日本学術振興会特別研究員(DC2)、物質・材料研究機構(NIMS)研究員などを経て、博士（工学）（筑波大学）。2011年米ローレンス・バークレー国立研究所Visiting Research Scholar。
その後、名古屋工業大学大学院工学研究科助教、東北大学多元物質科学研究所助教を経て、2018年早稲田大学先進理工学部電気・情報生命工学科講師。2021年大阪工業大学工学部に着任し、電子情報システム工学科准教授。
主な所属学会は、電気学会、日本物理学会、応用物理学会など。主な著書は、現場で役立つプラスチック・繊維材料のきほん（共著、コロナ社2010、学術書）。主な受賞は、第10回ナノ分子エレクトロニクス国際会議 ICNME2012 Best Poster Award。

## 主な研究
- On-terraceグラフォエピタキシによる有機ナノワイヤ成長機構の解明 - 東北大学材料科学高等研究所との共同研究[2]。
- 強誘電体薄膜上でのチエノチオフェン系薄膜の成長制御とメモリデバイス応用
- 酸化物半導体薄膜を用いたセンシングデバイス応用
- モノマー超薄膜の光重合とナノスケールでの力学物性の均一化
- 汎用プラスチックのテラヘルツ分光研究と非破壊分析への応用